# لیلیت هارویان
لیلیت هارویان (ارمنی: Լիլիթ Հարոյան؛ انگلیسی: Lilit Haroyan؛ زادهٔ ۱۲ آوریل ۱۹۹۰) روان‌شناس، بازیگر، مجری تلویزیونی و استاد یوگا اهل ارمنستان است. وی از سال ۲۰۱۶ میلادی تا کنون فعالیت هنری می‌کند.

## زندگی‌نامه
وی در ۱۲ آوریل ۱۹۹۰ در ایروان به دنیا آمد و از دانشگاه دولتی ایروان فارغ‌التحصیل گشت..

## گزیده فیلم‌شناسی
از فیلم‌های سینمایی و مجموعه‌های تلویزیونی که وی در نقش‌‍آفرینی نموده است می‌توام به فول هاوس اشاره کرد.

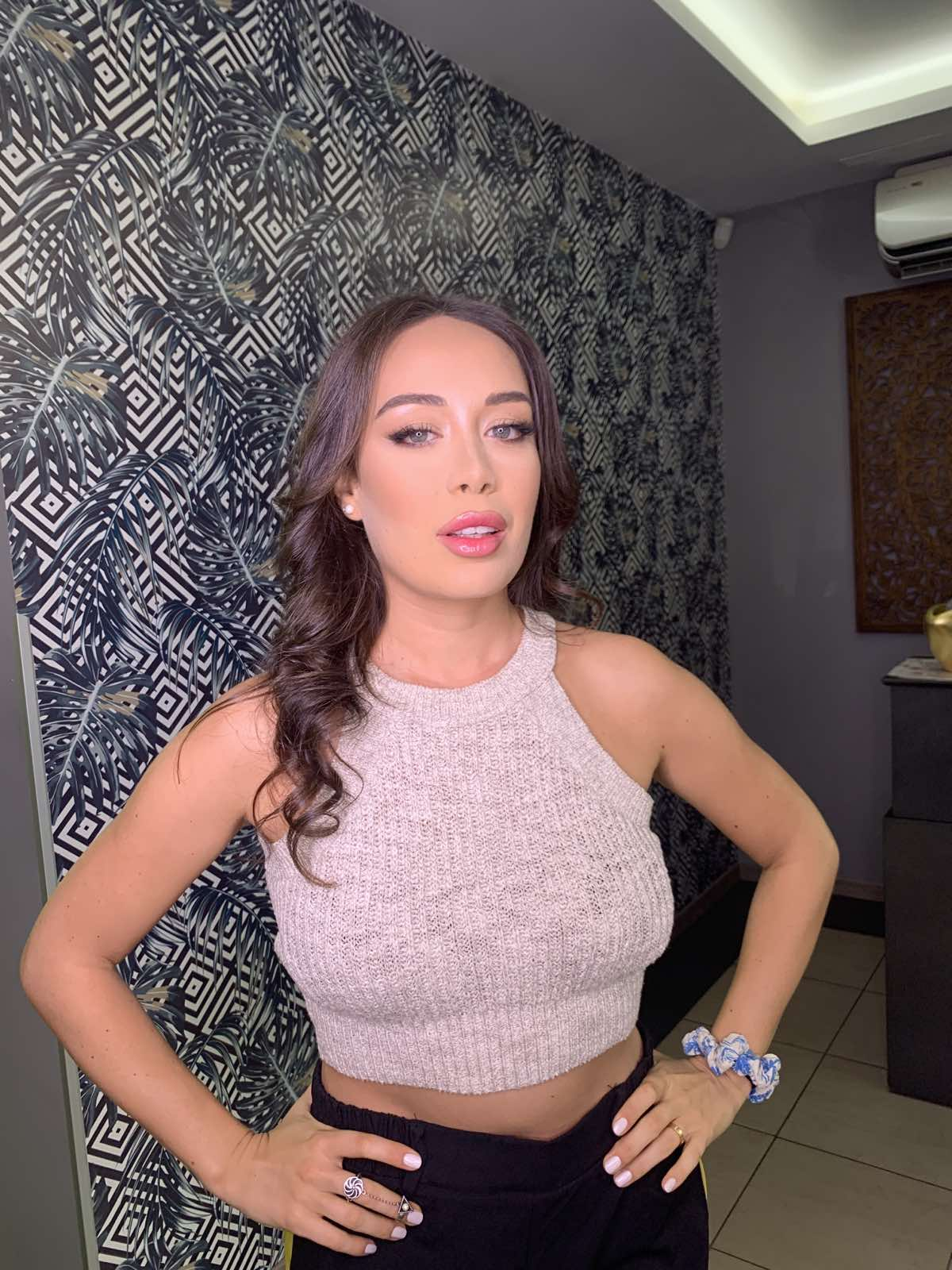
هنرپیشه لیلیت هارویان
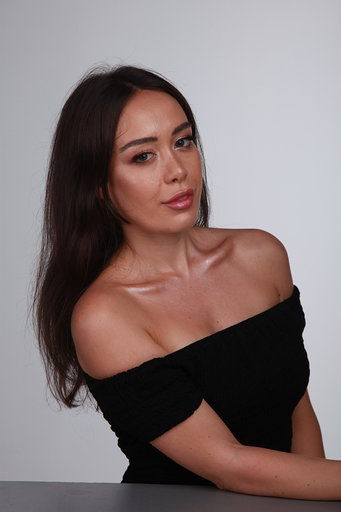
Յոգայի ուսուցիչ